# Rosa khasautensis
Rosa khasautensis är en rosväxtart som beskrevs av Anatol I. Galushko. Rosa khasautensis ingår i släktet rosor, och familjen rosväxter. Inga underarter finns listade i Catalogue of Life.